# Volkan Demirel
Volkan Demirel (Istanbul, 27 ottobre 1981) è un allenatore di calcio ed ex calciatore turco, di ruolo portiere.
È con 88 partite disputate, primatista di presenze con il Fenerbahçe nelle competizioni calcistiche europee.

## Biografia
Il suo nome tradotto in turco significa vulcano mani di ferro.

## Caratteristiche tecniche
Portiere agile e reattivo tra i pali, dotato di discreti riflessi, avvezzo a respingere i calci di rigore. Noto per carisma e doti da leader, è stato a più riprese criticato per alcuni comportamenti sopra le righe.

## Carriera

### Club
Muove i suoi primi passi nel Kartalspor, accedendo al settore giovanile della società turca all'età di 13 anni. Il 6 agosto 2002 viene acquistato dal Fenerbahçe. Esordisce con la squadra il 26 aprile 2003 contro il Samsunspor.

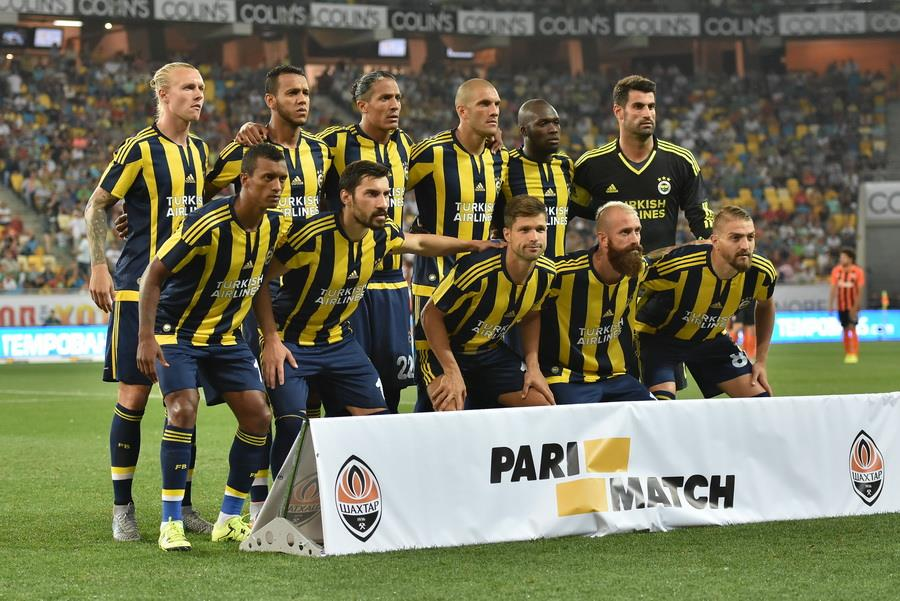
Demirel ritratto insieme ai propri compagni di squadra nel 2015.

Il 23 novembre 2004 esordisce in Champions League contro lo Sparta Praga nella fase a gironi, subentrando a inizio ripresa al posto di Rüştü Reçber. Nel 2007, in seguito alla cessione di Reçber al Beşiktaş, riesce a imporsi come estremo difensore titolare della rosa.
Il 4 marzo 2008 respinge tre calci di rigore rispettivamente a Julien Escudé, Enzo Maresca e Dani Alves nella sfida di ritorno degli ottavi di finale di Champions League, consentendo ai turchi di accedere per la prima volta nella storia ai quarti.
Il 2 ottobre 2012 - in seguito all'addio di Alex - viene nominato capitano della rosa. Il 2 aprile 2018 gioca la sua 500ª gara con i Canarini Gialli.

### Nazionale
Esordisce nella nazionale turca il 28 aprile 2004 contro il Belgio nell'amichevole vinta per 3-2, subentrando nella ripresa al posto di Rüştü Reçber. In precedenza aveva preso parte ad alcuni incontri con le selezioni giovanili.
Nel 2008 prende parte da titolare al campionato d'Europa. Il 15 giugno rimedia un'espulsione diretta nei minuti di recupero della partita con la Repubblica Ceca per un intervento scomposto ai danni di Jan Koller. Il gesto gli costa due giornate di squalifica.
Il 16 novembre 2014, nel corso della rifinitura pre-partita in vista dell'incontro con il Kazakistan, valido per l'accesso alle fasi finali del campionato d'Europa 2016, viene preso di mira da alcuni tifosi. Il calciatore decide quindi sfilare i guanti, rifiutandosi di scendere in campo e abbandonando lo stadio in anticipo.

### Allenatore
Il 2 settembre 2019 il Fenerbahçe annuncia il ritiro di Demirel dall'attività agonistica e la prosecuzione dell'attività in seno al club nelle vesti di assistente dell'allenatore della prima squadra. Ha svolto il ruolo di vice di Ersun Yanal, Tahir Karapınar, Erol Bulut ed Emre Belözoğlu. Il 14 luglio 2021 dismette ufficialmente i panni di vice-allenatore del club di Istanbul
Il 17 dicembre 2021 assume la guida del Template:Calcio Fatih Karagümrük subentrando a Francesco Farioli, con contratto di due anni e mezzo. Conduce la squadra all'ottavo posto in campionato.
Il 21 settembre 2022 diviene l'allenatore del Hatayspor un contratto annuale.

## Statistiche

### Presenze e reti nei club
Statistiche aggiornate al 26 maggio 2019.
| Stagione          | Squadra           | Campionato        | Campionato | Campionato | Coppe nazionali | Coppe nazionali | Coppe nazionali | Coppe continentali | Coppe continentali | Coppe continentali | Altre coppe | Altre coppe | Altre coppe | Totale | Totale |
| Stagione          | Squadra           | Comp              | Pres       | Reti       | Comp            | Pres            | Reti            | Comp               | Pres               | Reti               | Comp        | Pres        | Reti        | Pres   | Reti   |
| ----------------- | ----------------- | ----------------- | ---------- | ---------- | --------------- | --------------- | --------------- | ------------------ | ------------------ | ------------------ | ----------- | ----------- | ----------- | ------ | ------ |
| 2000-2001         | Kartalspor        | 1L                | 22         | -26        | TK              | 0               | 0               | -                  | -                  | -                  | -           | -           | -           | 22     | -26    |
| 2001-2002         | Kartalspor        | 2L                | 27+2       | -22 + -4   | TK              | 0               | 0               | -                  | -                  | -                  | -           | -           | -           | 29     | -26    |
| Totale Kartalspor | Totale Kartalspor | Totale Kartalspor | 49+2       | -48 + -4   |                 | 0               | 0               |                    | -                  | -                  |             | -           | -           | 51     | -52    |
| 2002-2003         | Fenerbahçe        | SL                | 1          | -1         | TK              | 0               | 0               | UCL+CU             | 0                  | 0                  | -           | -           | -           | 1      | -1     |
| 2003-2004         | Fenerbahçe        | SL                | 19         | -21        | TK              | 3               | -2              | -                  | -                  | -                  | -           | -           | -           | 22     | -23    |
| 2004-2005         | Fenerbahçe        | SL                | 6          | -7         | TK              | 1               | -2              | UCL+CU             | 1+0                | 0                  | -           | -           | -           | 8      | -9     |
| 2005-2006         | Fenerbahçe        | SL                | 18         | -18        | TK              | 7               | -7              | UCL                | 6                  | -14                | -           | -           | -           | 31     | -39    |
| 2006-2007         | Fenerbahçe        | SL                | 16         | -12        | TK              | 2               | 0               | UCL+CU             | 0+5                | -8                 | -           | -           | -           | 23     | -20    |
| 2007-2008         | Fenerbahçe        | SL                | 25         | -26        | TK              | 4               | -4              | UCL                | 11                 | -14                | ST          | 0           | 0           | 40     | -44    |
| 2008-2009         | Fenerbahçe        | SL                | 29         | -30        | TK              | 0               | 0               | UCL                | 10                 | -14                | -           | -           | -           | 39     | -44    |
| 2009-2010         | Fenerbahçe        | SL                | 32         | -28        | TK              | 6               | -7              | UEL                | 11                 | -10                | ST          | 1           | 0           | 50     | -45    |
| 2010-2011         | Fenerbahçe        | SL                | 32         | -29        | TK              | 0               | 0               | UCL+UEL            | 2+2                | -3 + -2            | -           | -           | -           | 36     | -34    |
| 2011-2012         | Fenerbahçe        | SL                | 32+6       | -33 + -4   | TK              | 1               | 0               | -                  | -                  | -                  | -           | -           | -           | 39     | -37    |
| 2012-2013         | Fenerbahçe        | SL                | 28         | -32        | TK              | 2               | -1              | UCL+UEL            | 2+13               | -2 + -9            | ST          | 1           | 0           | 46     | -44    |
| 2013-2014         | Fenerbahçe        | SL                | 29         | -27        | TK              | 0               | 0               | UCL                | 4                  | -7                 | ST          | 0           | 0           | 33     | -34    |
| 2014-2015         | Fenerbahçe        | SL                | 26         | -21        | TK              | 2               | -2              | -                  | -                  | -                  | ST          | 1           | 0           | 29     | -23    |
| 2015-2016         | Fenerbahçe        | SL                | 32         | -24        | TK              | 1               | 0               | UCL+UEL            | 2+5                | -3 + -4            | -           | -           | -           | 40     | -31    |
| 2016-2017         | Fenerbahçe        | SL                | 28         | -25        | TK              | 4               | -4              | UCL+UEL            | 0+10               | -8                 | -           | -           | -           | 42     | -37    |
| 2017-2018         | Fenerbahçe        | SL                | 25         | -23        | TK              | 3               | -4              | UEL                | 2                  | -2                 | -           | -           | -           | 30     | -29    |
| 2018-2019         | Fenerbahçe        | SL                | 12         | -16        | TK              | 2               | -2              | UCL+UEL            | 2+0                | -2                 | -           | -           | -           | 16     | -20    |
| Totale Fenerbahçe | Totale Fenerbahçe | Totale Fenerbahçe | 390+6      | -373 + -4  |                 | 38              | -35             |                    | 88                 | -102               |             | 3           | 0           | 525    | -513   |
| Totale carriera   | Totale carriera   | Totale carriera   | 447        | -429       |                 | 38              | -35             |                    | 88                 | -102               |             | 3           | 0           | 576    | -565   |

### Cronologia presenze e reti in Nazionale
| Cronologia completa delle presenze e delle reti in nazionale ― Turchia | Cronologia completa delle presenze e delle reti in nazionale ― Turchia | Cronologia completa delle presenze e delle reti in nazionale ― Turchia | Cronologia completa delle presenze e delle reti in nazionale ― Turchia | Cronologia completa delle presenze e delle reti in nazionale ― Turchia | Cronologia completa delle presenze e delle reti in nazionale ― Turchia | Cronologia completa delle presenze e delle reti in nazionale ― Turchia | Cronologia completa delle presenze e delle reti in nazionale ― Turchia |
| Data                                                                   | Città                                                                  | In casa                                                                | Risultato                                                              | Ospiti                                                                 | Competizione                                                           | Reti                                                                   | Note                                                                   |
| ---------------------------------------------------------------------- | ---------------------------------------------------------------------- | ---------------------------------------------------------------------- | ---------------------------------------------------------------------- | ---------------------------------------------------------------------- | ---------------------------------------------------------------------- | ---------------------------------------------------------------------- | ---------------------------------------------------------------------- |
| 28-4-2004                                                              | Bruxelles                                                              | Belgio                                                                 | 2 – 3                                                                  | Turchia                                                                | Amichevole                                                             | -1                                                                     | 46’                                                                    |
| 24-5-2004                                                              | Melbourne                                                              | Australia                                                              | 0 – 1                                                                  | Turchia                                                                | Amichevole                                                             | -                                                                      | 46’                                                                    |
| 5-6-2004                                                               | Taegu                                                                  | Corea del Sud                                                          | 2 – 1                                                                  | Turchia                                                                | Amichevole                                                             | -                                                                      | 46’                                                                    |
| 3-9-2005                                                               | Istanbul                                                               | Turchia                                                                | 2 – 2                                                                  | Danimarca                                                              | Qual. Mondiali 2006                                                    | -2                                                                     |                                                                        |
| 7-9-2005                                                               | Kiev                                                                   | Ucraina                                                                | 0 – 1                                                                  | Turchia                                                                | Qual. Mondiali 2006                                                    | -                                                                      |                                                                        |
| 8-10-2005                                                              | Istanbul                                                               | Turchia                                                                | 2 – 1                                                                  | Germania                                                               | Amichevole                                                             | -1                                                                     | 75’                                                                    |
| 12-10-2005                                                             | Tirana                                                                 | Albania                                                                | 0 – 1                                                                  | Turchia                                                                | Qual. Mondiali 2006                                                    | -                                                                      |                                                                        |
| 12-11-2005                                                             | Berna                                                                  | Svizzera                                                               | 2 – 0                                                                  | Turchia                                                                | Qual. Mondiali 2006                                                    | -2                                                                     |                                                                        |
| 16-11-2005                                                             | Istanbul                                                               | Turchia                                                                | 4 – 2                                                                  | Svizzera                                                               | Qual. Mondiali 2006                                                    | -2                                                                     |                                                                        |
| 26-5-2006                                                              | Bochum                                                                 | Turchia                                                                | 1 – 1                                                                  | Ghana                                                                  | Amichevole                                                             | -1                                                                     |                                                                        |
| 31-5-2006                                                              | Offenbach am Main                                                      | Turchia                                                                | 1 – 0                                                                  | Arabia Saudita                                                         | Amichevole                                                             | -                                                                      |                                                                        |
| 15-11-2006                                                             | Bergamo                                                                | Italia                                                                 | 1 – 1                                                                  | Turchia                                                                | Amichevole                                                             | -1                                                                     | 9’                                                                     |
| 7-2-2007                                                               | Tbilisi                                                                | Georgia                                                                | 1 – 0                                                                  | Turchia                                                                | Amichevole                                                             | -1                                                                     |                                                                        |
| 24-3-2007                                                              | Il Pireo                                                               | Grecia                                                                 | 1 – 4                                                                  | Turchia                                                                | Qual. Euro 2008                                                        | -1                                                                     | 83’                                                                    |
| 28-3-2007                                                              | Francoforte                                                            | Turchia                                                                | 2 – 2                                                                  | Norvegia                                                               | Qual. Euro 2008                                                        | -2                                                                     |                                                                        |
| 13-10-2007                                                             | Chișinău                                                               | Moldavia                                                               | 1 – 1                                                                  | Turchia                                                                | Qual. Euro 2008                                                        | -                                                                      | 18’                                                                    |
| 17-10-2007                                                             | Istanbul                                                               | Turchia                                                                | 0 – 1                                                                  | Grecia                                                                 | Qual. Euro 2008                                                        | -1                                                                     |                                                                        |
| 17-11-2007                                                             | Oslo                                                                   | Norvegia                                                               | 1 – 2                                                                  | Turchia                                                                | Qual. Euro 2008                                                        | -1                                                                     | 63’                                                                    |
| 6-2-2008                                                               | Istanbul                                                               | Turchia                                                                | 0 – 0                                                                  | Svezia                                                                 | Amichevole                                                             | -                                                                      |                                                                        |
| 25-5-2008                                                              | Bochum                                                                 | Turchia                                                                | 2 – 3                                                                  | Uruguay                                                                | Amichevole                                                             | -3                                                                     |                                                                        |
| 29-5-2008                                                              | Duisburg                                                               | Turchia                                                                | 2 – 0                                                                  | Finlandia                                                              | Amichevole                                                             | -                                                                      |                                                                        |
| 7-6-2008                                                               | Carouge                                                                | Portogallo                                                             | 2 – 0                                                                  | Turchia                                                                | Euro 2008 - 1º turno                                                   | -2                                                                     |                                                                        |
| 11-6-2008                                                              | Basilea                                                                | Svizzera                                                               | 1 – 2                                                                  | Turchia                                                                | Euro 2008 - 1º turno                                                   | -1                                                                     |                                                                        |
| 15-6-2008                                                              | Carouge                                                                | Turchia                                                                | 3 – 2                                                                  | Rep. Ceca                                                              | Euro 2008 - 1º turno                                                   | -2                                                                     | 90+3’                                                                  |
| 20-8-2008                                                              | Istanbul                                                               | Turchia                                                                | 1 – 0                                                                  | Cile                                                                   | Amichevole                                                             | -                                                                      |                                                                        |
| 6-9-2008                                                               | Erevan                                                                 | Armenia                                                                | 0 – 2                                                                  | Turchia                                                                | Qual. Mondiali 2010                                                    | -                                                                      |                                                                        |
| 10-9-2008                                                              | Istanbul                                                               | Turchia                                                                | 1 – 1                                                                  | Belgio                                                                 | Qual. Mondiali 2010                                                    | -1                                                                     |                                                                        |
| 11-10-2008                                                             | Istanbul                                                               | Turchia                                                                | 2 – 1                                                                  | Bosnia ed Erzegovina                                                   | Qual. Mondiali 2010                                                    | -1                                                                     |                                                                        |
| 15-10-2008                                                             | Tallinn                                                                | Estonia                                                                | 0 – 0                                                                  | Turchia                                                                | Qual. Mondiali 2010                                                    | -                                                                      |                                                                        |
| 19-11-2008                                                             | Vienna                                                                 | Austria                                                                | 2 – 4                                                                  | Turchia                                                                | Amichevole                                                             | -2                                                                     |                                                                        |
| 11-2-2009                                                              | Smirne                                                                 | Turchia                                                                | 1 – 1                                                                  | Costa d'Avorio                                                         | Amichevole                                                             | -1                                                                     |                                                                        |
| 28-3-2009                                                              | Madrid                                                                 | Spagna                                                                 | 1 – 0                                                                  | Turchia                                                                | Qual. Mondiali 2010                                                    | -1                                                                     |                                                                        |
| 1-4-2009                                                               | Istanbul                                                               | Turchia                                                                | 1 – 2                                                                  | Spagna                                                                 | Qual. Mondiali 2010                                                    | -2                                                                     |                                                                        |
| 2-6-2009                                                               | Kayseri                                                                | Turchia                                                                | 2 – 0                                                                  | Azerbaigian                                                            | Amichevole                                                             | -                                                                      |                                                                        |
| 5-6-2009                                                               | Lione                                                                  | Francia                                                                | 1 – 0                                                                  | Turchia                                                                | Amichevole                                                             | -1                                                                     |                                                                        |
| 12-8-2009                                                              | Kiev                                                                   | Ucraina                                                                | 0 – 3                                                                  | Turchia                                                                | Amichevole                                                             | -                                                                      |                                                                        |
| 5-9-2009                                                               | Kayseri                                                                | Turchia                                                                | 4 – 2                                                                  | Estonia                                                                | Qual. Mondiali 2010                                                    | -2                                                                     |                                                                        |
| 9-9-2009                                                               | Zenica                                                                 | Bosnia ed Erzegovina                                                   | 1 – 1                                                                  | Turchia                                                                | Qual. Mondiali 2010                                                    | -1                                                                     |                                                                        |
| 10-10-2009                                                             | Bruxelles                                                              | Belgio                                                                 | 2 – 0                                                                  | Turchia                                                                | Qual. Mondiali 2010                                                    | -2                                                                     |                                                                        |
| 14-10-2009                                                             | Bursa                                                                  | Turchia                                                                | 2 – 0                                                                  | Armenia                                                                | Qual. Mondiali 2010                                                    | -                                                                      | 90’                                                                    |
| 3-3-2010                                                               | Istanbul                                                               | Turchia                                                                | 2 – 0                                                                  | Honduras                                                               | Amichevole                                                             | -                                                                      |                                                                        |
| 22-5-2010                                                              | Harrison                                                               | Turchia                                                                | 2 – 1                                                                  | Rep. Ceca                                                              | Amichevole                                                             | -1                                                                     |                                                                        |
| 29-5-2010                                                              | Filadelfia                                                             | Stati Uniti                                                            | 2 – 1                                                                  | Turchia                                                                | Amichevole                                                             | -2                                                                     |                                                                        |
| 11-8-2010                                                              | Istanbul                                                               | Turchia                                                                | 2 – 0                                                                  | Romania                                                                | Amichevole                                                             | -                                                                      |                                                                        |
| 8-10-2010                                                              | Berlino                                                                | Germania                                                               | 3 – 0                                                                  | Turchia                                                                | Qual. Euro 2012                                                        | -3                                                                     |                                                                        |
| 12-10-2010                                                             | Baku                                                                   | Azerbaigian                                                            | 1 – 0                                                                  | Turchia                                                                | Qual. Euro 2012                                                        | -1                                                                     |                                                                        |
| 17-11-2010                                                             | Amsterdam                                                              | Paesi Bassi                                                            | 1 – 0                                                                  | Turchia                                                                | Amichevole                                                             | -1                                                                     |                                                                        |
| 9-2-2011                                                               | Trebisonda                                                             | Turchia                                                                | 0 – 0                                                                  | Corea del Sud                                                          | Amichevole                                                             | -                                                                      |                                                                        |
| 29-3-2011                                                              | Istanbul                                                               | Turchia                                                                | 2 – 0                                                                  | Austria                                                                | Qual. Euro 2012                                                        | -                                                                      |                                                                        |
| 3-6-2011                                                               | Bruxelles                                                              | Belgio                                                                 | 1 – 1                                                                  | Turchia                                                                | Qual. Euro 2012                                                        | -1                                                                     |                                                                        |
| 2-9-2011                                                               | Istanbul                                                               | Turchia                                                                | 2 – 1                                                                  | Kazakistan                                                             | Qual. Euro 2012                                                        | -1                                                                     |                                                                        |
| 6-9-2011                                                               | Vienna                                                                 | Austria                                                                | 0 – 0                                                                  | Turchia                                                                | Qual. Euro 2012                                                        | -                                                                      |                                                                        |
| 7-10-2011                                                              | Istanbul                                                               | Turchia                                                                | 1 – 3                                                                  | Germania                                                               | Qual. Euro 2012                                                        | -3                                                                     |                                                                        |
| 11-11-2011                                                             | Istanbul                                                               | Turchia                                                                | 0 – 3                                                                  | Croazia                                                                | Qual. Euro 2012                                                        | -3                                                                     |                                                                        |
| 2-6-2012                                                               | Lisbona                                                                | Portogallo                                                             | 1 – 3                                                                  | Turchia                                                                | Amichevole                                                             | -1                                                                     |                                                                        |
| 12-10-2012                                                             | Istanbul                                                               | Turchia                                                                | 0 – 1                                                                  | Romania                                                                | Qual. Mondiali 2014                                                    | -1                                                                     |                                                                        |
| 16-10-2012                                                             | Budapest                                                               | Ungheria                                                               | 3 – 1                                                                  | Turchia                                                                | Qual. Mondiali 2014                                                    | -3                                                                     |                                                                        |
| 14-8-2013                                                              | Istanbul                                                               | Turchia                                                                | 2 – 2                                                                  | Ghana                                                                  | Amichevole                                                             | -2                                                                     |                                                                        |
| 6-9-2013                                                               | Kayseri                                                                | Turchia                                                                | 5 – 0                                                                  | Andorra                                                                | Qual. Mondiali 2014                                                    | -                                                                      |                                                                        |
| 10-9-2013                                                              | Bucarest                                                               | Romania                                                                | 0 – 2                                                                  | Turchia                                                                | Qual. Mondiali 2014                                                    | -                                                                      | 65’                                                                    |
| 11-10-2013                                                             | Tallinn                                                                | Estonia                                                                | 0 – 2                                                                  | Turchia                                                                | Qual. Mondiali 2014                                                    | -                                                                      |                                                                        |
| 15-10-2013                                                             | Istanbul                                                               | Turchia                                                                | 0 – 2                                                                  | Paesi Bassi                                                            | Qual. Mondiali 2014                                                    | -2                                                                     |                                                                        |
| 12-11-2014                                                             | Istanbul                                                               | Turchia                                                                | 0 – 4                                                                  | Brasile                                                                | Amichevole                                                             | -3                                                                     | 46’                                                                    |
| Totale                                                                 |                                                                        | Presenze                                                               | 63                                                                     |                                                                        | Reti                                                                   | -66                                                                    |                                                                        |

### Statistiche da allenatore
Statistiche aggiornate al 28 ottobre 2020. In grassetto le competizioni vinte.
| Stagione          | Squadra          | Campionato      | Campionato | Campionato | Campionato | Campionato | Coppe nazionali | Coppe nazionali | Coppe nazionali | Coppe nazionali | Coppe nazionali | Coppe continentali | Coppe continentali | Coppe continentali | Coppe continentali | Coppe continentali | Altre coppe | Altre coppe | Altre coppe | Altre coppe | Altre coppe | Totale | Totale | Totale | Totale | % Vittorie | Piazzamento |
| Stagione          | Squadra          | Comp            | G          | V          | N          | P          | Comp            | G               | V               | N               | P               | Comp               | G                  | V                  | N                  | P                  | Comp        | G           | V           | N           | P           | G      | V      | N      | P      | %          | Piazzamento |
| ----------------- | ---------------- | --------------- | ---------- | ---------- | ---------- | ---------- | --------------- | --------------- | --------------- | --------------- | --------------- | ------------------ | ------------------ | ------------------ | ------------------ | ------------------ | ----------- | ----------- | ----------- | ----------- | ----------- | ------ | ------ | ------ | ------ | ---------- | ----------- |
| dic.2021-giu.2022 | Fatih Karagümrük | SL              | 21         | 10         | 5          | 6          | TK              | 3               | 2               | 0               | 1               | -                  | -                  | -                  | -                  | -                  | -           | -           | -           | -           | -           | 24     | 12     | 5      | 7      | 50,00      | Sub., 8°    |
| Totate Carriera   | Totate Carriera  | Totate Carriera | 21         | 10         | 5          | 6          |                 | 3               | 2               | 0               | 1               |                    | -                  | -                  | -                  | -                  |             | -           | -           | -           | -           | 24     | 12     | 5      | 7      | 50,00      |             |

### Record

#### Con il Fenerbahçe
- Calciatore con più presenze (88) nelle competizioni UEFA.

## Palmarès

### Club

#### Competizioni nazionali
- Campionato turco: 5

Fenerbahçe: 2003-2004, 2004-2005, 2006-2007, 2010-2011, 2013-2014
- Supercoppa di Turchia: 3

Fenerbahçe: 2007, 2009, 2014
- Coppa di Turchia: 2

Fenerbahçe: 2011-2012, 2012-2013